# 오크레
오크레(이탈리아어: Ocre)는 이탈리아 아브루초주 라퀼라도에 있는 코무네이다.